# سب (مجارستان)
سُب (به مجاری:  Szob) یک سکونتگاه مسکونی در مجارستان، استان پشت است و ۲۰٫۰۷ کیلومترمربع مساحت و ۲٬۹۶۸ نفر جمعیت دارد.

## نگارخانه

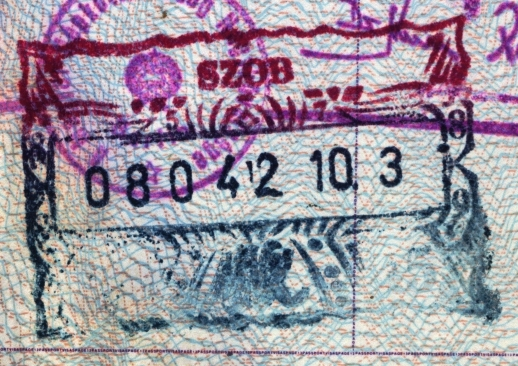
مهر گذرنامه قبل از توافقنامه شنگن از سُب